# Coupe de Luxembourg 1966-1967
La Coppa di Lussemburgo 1966-1967 è stata la 42ª edizione della coppa nazionale lussemburghese disputata tra il 21 agosto 1966 e il 27 maggio 1967 e conclusa con la vittoria dell'Aris Bonnevoie, al suo primo titolo.

## Formula
Eliminazione diretta in gara unica.

### Turno di qualificazione
| Squadra 1            | Risultato | Squadra 2            |
| -------------------- | --------- | -------------------- |
| 21 agosto 1966       |           |                      |
| AS Luxembourg        | 1 − 3     | Beyren               |
| Berdenia Berbourg    | 3 − 2     | Les Ardoisiers Perlé |
| Claravallis Clervaux | 5 − 2     | Blo-Giel Hupperdange |
| Feulen               | 1 − 10    | Lorentzweiler        |
| Jeunesse Gilsdorf    | 0 − 5     | Iska Boys Simmern    |
| Olympique Eischen    | 1 − 0     | Minière Lasauvage    |
| Remich               | 6 − 0     | Sporting Bertrange   |
| Sanem                | 3 − 1     | Avenir Flaxweiler    |
| Sporting Beckerich   | 3 − 0     | Tarwat Tarchamps     |
| The Belval Belvaux   | 3 − 1     | US Moutfort/Medingen |
| US Bascharage        | 1 − 3     | Tricolore Gasperich  |

### 1º Turno preliminare
| Squadra 1                   | Risultato   | Squadra 2                     |
| --------------------------- | ----------- | ----------------------------- |
| 28 agosto 1966              |             |                               |
| Alisontia Steinsel          | 5 − 4 (dts) | SC Rodange                    |
| Berdenia Berbourg           | 2 − 0       | Sporting Beckerich            |
| Blo-Weiss Madernach         | 1 − 0 (dts) | Arantia Berdorf               |
| Blue Boys Muhlenbach        | 3 − 2       | Sandweiler                    |
| Bous                        | 2 − 2 (dts) | Amis des Sports Schifflange   |
| Ehlerange                   | 0 − 1       | Tricolore Gasperich           |
| Etoile Sportive Schouweiler | 2 − 5       | Remich                        |
| Gold a Ro't Wiltz           | 1 − 2 (dts) | Jeunesse Schieren             |
| Hamm 37                     | 5 − 2       | Hobscheid                     |
| Iska Boys Simmern           | 3 − 2       | Jeunesse Useldange            |
| Jeunesse Biwer              | 2 − 4       | Claravallis Clervaux          |
| Jeunesse Hautcharage        | 2 − 2 (dts) | Sanem                         |
| Jeunesse Junglinster        | 5 − 1       | Sporting Mertzig              |
| Jeunesse Koerich            | 0 − 1       | Blo-Weiss Itzig               |
| Kischpelt Wilwerwiltz       | 5 − 1       | Harlange                      |
| Kopstal 33                  | 7 − 2       | Yellow Boys Weiler-la-Tour    |
| Lorentzweiler               | 1 − 0       | Atert Bissen                  |
| Mansfeldia Clausen          | 7 − 1       | Kehlen                        |
| Mertert                     | 2 − 0       | US Boevange/Attert            |
| Minerva Lintgen             | 1 − 0       | Rupensia Larochette           |
| Mondercange                 | 2 − 0       | Noertzange                    |
| Old Boys Consdorf           | 0 − 2       | US Niederwiltz                |
| Orania Vianden              | 1 − 3       | Arminia Weidingen             |
| Progrès Grund               | 0 − 2       | Olympique Eischen             |
| Red Boys Aspelt             | 4 − 7 (dts) | The Belval Belvaux            |
| Swift Hesperange            | 1 − 2       | Beyren                        |
| US Esch                     | 0 − 4       | Differdange                   |
| Victoria Rosport            | 3 − 4       | Olympia Christnach/Waldbillig |

### 2º Turno preliminare
| Squadra 1            | Risultato   | Squadra 2                     |
| -------------------- | ----------- | ----------------------------- |
| 4 settembre 1966     |             |                               |
| Alisontia Steinsel   | 1 − 4       | US Niederwiltz                |
| Berdenia Berbourg    | 0 − 1       | Olympia Christnach/Waldbillig |
| Beyren               | 2 − 4       | Differdange                   |
| Blo-Weiss Itzig      | 2 − 1       | Amis des Sports Schifflange   |
| Blo-Weiss Madernach  | 0 − 3       | Claravallis Clervaux          |
| Blue Boys Muhlenbach | 1 − 3       | Tricolore Gasperich           |
| Iska Boys Simmern    | 3 − 2       | Kischpelt Wilwerwiltz         |
| Lorentzweiler        | 2 − 2 (dts) | Jeunesse Junglinster          |
| Mansfeldia Clausen   | 3 − 2       | Hamm 37                       |
| Mertert              | 5 − 2       | Arminia Weidingen             |
| Minerva Lintgen      | 6 − 2       | Jeunesse Schieren             |
| Olympique Eischen    | 5 − 3       | Kopstal 33                    |
| Sanem                | 1 − 3       | Remich                        |
| The Belval Belvaux   | 3 − 0       | Mondercange                   |

### 3º Turno preliminare
| Squadra 1                     | Risultato   | Squadra 2                |
| ----------------------------- | ----------- | ------------------------ |
| 9 ottobre 1966                |             |                          |
| Alliance Dudelange            | 8 − 1       | Jeunesse 07 Kayl         |
| Blo-Weiss Itzig               | 0 − 2       | The National Schifflange |
| Chiers Rodange                | 5 − 3       | Olympique Eischen        |
| Claravallis Clervaux          | 2 − 1       | Etzella Ettelbruck       |
| Fola Esch                     | 4 − 2       | The Belval Belvaux       |
| Grevenmacher                  | 0 − 1       | CS Hollerich             |
| Iska Boys Simmern             | 0 − 2       | Mertert                  |
| Mansfeldia Clausen            | 5 − 2       | Jeunesse Junglinster     |
| Marisca Mersch                | 4 − 3 (dts) | Egalité Weimerskirch     |
| Oberkorn                      | 11 − 2      | Minerva Lintgen          |
| Olympia Christnach/Waldbillig | 1 − 4       | Progrès Niedercorn       |
| Racing Troisvierges           | 2 − 1       | UNA Strassen             |
| Red Black Pfaffenthal         | 2 − 1       | Tricolore Gasperich      |
| Red Boys Differdange          | 2 − 0       | Titus Lamadelaine        |
| Remich                        | 2 − 3       | Red Star Merl            |
| Résidence Walferdange         | 1 − 4       | Young Boys Diekirch      |
| Sporting Bettembourg          | 2 − 1       | Daring Echternach        |
| Steinfort                     | 1 − 7       | Differdange              |
| Tetange                       | 0 − 1       | Racing Rodange           |
| Koeppchen Wormeldange         | 5 − 5 (dts) | US Niederwiltz           |

| Squadra 1                   | Risultato | Squadra 2             |
| --------------------------- | --------- | --------------------- |
| 12 ottobre 1966 (Spareggio) |           |                       |
| US Niederwiltz              | 3 − 1     | Koeppchen Wormeldange |

### Sedicesimi di finale
| Squadra 1                | Risultato   | Squadra 2             |
| ------------------------ | ----------- | --------------------- |
| 6 novembre 1966          |             |                       |
| Alliance Dudelange       | 2 − 1       | Jeunesse Esch         |
| Chiers Rodange           | 0 − 3       | Spora Luxembourg      |
| Claravallis Clervaux     | 0 − 7       | Aris Bonnevoie        |
| CS Hollerich             | 3 − 2       | Racing Troisvierges   |
| Fola Esch                | 7 − 0       | Mertert               |
| Mansfeldia Clausen       | 0 − 8       | Jeunesse Wasserbillig |
| Marisca Mersch           | 0 − 1       | Pétange               |
| Niederwiltz              | 1 − 5       | Racing Rodange        |
| Oberkorn                 | 1 − 2       | US Dudelange          |
| Progrès Niedercorn       | 1 − 5       | Rumelange             |
| Red Boys Differdange     | 3 − 1       | Stade Dudelange       |
| Red Star Merl            | 1 − 0       | Avenir Beggen         |
| Sporting Bettembourg     | 1 − 4       | Union Luxembourg      |
| The National Schifflange | 2 − 1       | Rapid Neudorf         |
| Young Boys Diekirch      | 2 − 0       | Mondorf               |
| Red Black Pfaffenthal    | 1 − 1 (dts) | Differdange           |

| Squadra 1                   | Risultato | Squadra 2   |
| --------------------------- | --------- | ----------- |
| 9 novembre 1966 (Spareggio) |           |             |
| Red Black Pfaffenthal       | 1 − 0     | Differdange |

### Ottavi di finale
| Squadra 1                | Risultato | Squadra 2            |
| ------------------------ | --------- | -------------------- |
| 4 dicembre 1966          |           |                      |
| Alliance Dudelange       | 1 − 3     | Union Luxembourg     |
| CS Hollerich             | 1 − 3     | Red Boys Differdange |
| Jeunesse Wasserbillig    | 3 − 0     | Red Star Merl        |
| Pétange                  | 1 − 0     | Rumelange            |
| Red Black Pfaffenthal    | 1 − 3     | Fola Esch            |
| The National Schifflange | 0 − 3     | Aris Bonnevoie       |
| Young Boys Diekirch      | 2 − 5     | Spora Luxembourg     |

| Squadra 1       | Risultato | Squadra 2      |
| --------------- | --------- | -------------- |
| 8 dicembre 1966 |           |                |
| US Dudelange    | 3 − 1     | Racing Rodange |

### Quarti di finale
| Squadra 1             | Risultato | Squadra 2        |
| --------------------- | --------- | ---------------- |
| 8 gennaio 1967        |           |                  |
| Jeunesse Wasserbillig | 1 − 2     | Aris Bonnevoie   |
| Pétange               | 2 − 4     | Fola Esch        |
| Red Boys Differdange  | 0 − 2     | Union Luxembourg |
| US Dudelange          | 0 − 1     | Spora Luxembourg |

### Semifinali
| Squadra 1        | Risultato | Squadra 2        |
| ---------------- | --------- | ---------------- |
| 26 febbraio 1967 |           |                  |
| Fola Esch        | 1 − 2     | Union Luxembourg |
| Spora Luxembourg | 0 − 1     | Aris Bonnevoie   |

### Finale
| Arbitro: | Lorang |

|             |           |  |
| Kunnert 35’ | Marcatori |  |

| Aris Bonnevoie | Union Luxembourg |

### Formazioni
| Aris Bonnevoie  |    |                         |  |     |  |
|                 |    |                         |  |     |  |
| POR             | 1  | Théo Stendebach         |  |     |  |
| DIF             | 2  | Emile Wagner            |  |     |  |
| DIF             | 3  | Fernand Jeitz           |  |     |  |
| DIF             | 4  | Jean-Pierre Hoffstetter |  |     |  |
| DIF             | 5  | Paul Hoscheit           |  |     |  |
| DIF             | 6  | Paul Lang               |  |     |  |
| CEN             | 7  | Josy Kunnert            |  | 35’ |  |
| CEN             | 8  | Josy Pesch              |  |     |  |
| ATT             | 9  | Bert Heger              |  |     |  |
| ATT             | 10 | Nicky Hoffmann          |  |     |  |
| ATT             | 11 | Josy Kirchens           |  |     |  |
| A disposizione: |    |                         |  |     |  |
| Allenatore:     |    |                         |  |     |  |
| ?               |    |                         |  |     |  |

| Union Luxembourg |    |                    |  |  |  |
|                  |    |                    |  |  |  |
| POR              | 1  | Roland Pletschette |  |  |  |
| DIF              | 2  | Ady Colas          |  |  |  |
| DIF              | 3  | Jean Hardt         |  |  |  |
| DIF              | 4  | Carlo Becker       |  |  |  |
| DIF              | 5  | Aly Gruneisen      |  |  |  |
| DIF              | 6  | René Schneider     |  |  |  |
| CEN              | 7  | René Piron         |  |  |  |
| CEN              | 8  | Jean Hemmerling    |  |  |  |
| ATT              | 9  | Johny Leonard      |  |  |  |
| ATT              | 10 | Jean-Pierre Mertl  |  |  |  |
| ATT              | 11 | Carlo Bamberg      |  |  |  |
| A disposizione:  |    |                    |  |  |  |
| Allenatore:      |    |                    |  |  |  |
| ?                |    |                    |  |  |  |